# Yu-yu
yu-yu（ゆゆ、友癒、本名、生年月日非公表）は、京都府出身の歌手である。京都在住で活動していた。
癒しをテーマとし、「友を癒す」に由来するアーティスト名の間のハイフンは繋いだ手を表す。
レーベルはエイベックス・ミュージック・クリエイティヴrhythm zone、事務所はエヴァーグリーン・エンタテイメントグループのエヴァーグリーン・クリエイティヴに所属していた。

## 略歴
三人姉妹の末っ子として生まれ、音楽に囲まれた環境で音楽に興味を持ち同志社女子大学学芸学部音楽学科で声楽を学び、2010年12月に「Always」でデビューを果たす。先行配信された「Always」は全国有線チャート8位を記録する。デビュー前の2010年を含め、4年連続でa-nationのオープニングアクトを務める。
2011年に『名探偵コナン 工藤新一への挑戦状』のテーマソングアーティストに抜擢され「君とずっと…」を発表。2013年11月14日にバンダイナムコより発売のゲーム、ゴッドイーター2のテーマソングアーティストとしてゲーム中のキャラクター葦原ユノの歌唱パートを担当した。12月18日にゴッドイーター2イメージミニアルバム「ARIA/葦原ユノ starring yu-yu」をリリース。先行配信された「光のアリアSingle edit」はiTunes Storeで1位を獲得、アルバム「ARIA」はAmazon.comセールス2位、オリコンチャート6位を記録した。
2014年2月5日に劇場アニメ「BUDDHA2 手塚治虫のブッダ -終わりなき旅-」のイメージソング「名もなき花のように」をリリース。6月3日19時24分21秒 公式ブログにて、所属事務所を退社し8月のライブをもって活動休止することを発表。ブログ・公式サイト・公式Twitterの閉鎖を予告。
2015年2月25日に『機動戦士ガンダム THE ORIGIN I 青い瞳のキャスバル』の主題歌「星屑の砂時計」をリリース。活動休止中ではあるが、今西隆志監督等の粘り強いオファーに応え限定的活動としてレコーディングを行った。プロモーション活動が全く無い中、シングル「星屑の砂時計」はオリコンチャート3位を記録した。
2017年に結婚。愛媛県西条市にて夫とカフェを経営している。

## ディスコグラフィー

### シングル
| 枚  | 発売日        | タイトル           | 収録曲 |
| --- | ------------- | ------------------ | --- |
| 1st | 2011年8月24日 | 君とずっと…        | 1. 君とずっと… 2. 空の五線譜 3. 君とずっと･･･(instrumental) 4. 空の五線譜(instrumental)                                                                                      |
| 2nd | 2014年2月5日  | 名もなき花のように | 1. 名もなき花のように (English Ver.) 2. 絆の歌 3. 名もなき花のように (Instrumental) 4. 絆の歌 (Instrumental)                                                                 |
| 3rd | 2015年2月25日 | 星屑の砂時計       | 1. 星屑の砂時計 2. 「機動戦士ガンダムTHE ORIGIN」 メインテーマ(instrumental) 3. 幼きアルテイシア (instrumental) 4. 動乱 -0068- (instrumental) 5. 星屑の砂時計 (instrumental) |

### アルバム
| 枚  | 発売日        | タイトル | 収録曲 |
| --- | ------------- | -------- | --- |
| 1st | 2010年12月1日 | Always   | 1. Forest Song 2. どうして君を好きになってしまったんだろう? 3. Always 4. 君想フ 5. 会いたい 6. 見上げてごらん夜の星を 7. 仰げば尊し 8. Forest Song -instrumental-                                                                                  |
| 2nd | 2014年2月5日  | ARIA     | 1. 光のアリア 「GOD EATER 2」メインテーマ 2. 手紙 「GOD EATER 2」イメージソング 3. Requiem 「GOD EATER 2」挿入歌 4. 光のアリア (piano version) 5. 神と人と 「GOD EATER」エンディングテーマ 6. 走馬灯 ～Refrain～ 7. 光のアリア (orchestra version) |

### 音楽配信
|   | 発売日         | タイトル                  | 収録曲                                                          |
| - | -------------- | ------------------------- | --------------------------------------------------------------- |
| 1 | 2010年8月18日  | Always                    | Always                                                          |
| 2 | 2011年12月1日  | Melody of yu-yu -winter-  | 1. Ave Mria 2. きよしこの夜 3. Happy Birthday                   |
| 3 | 2012年2月15日  | Melody of yu-yu -winter2- | 1. シャボン玉 2. ふるさと 3. 赤とんぼ                           |
| 4 | 2012年3月7日   | Melody of yu-yu -spring-  | 1. 春の小川 2. 蛍の光 3. 大きな古時計                           |
| 5 | 2012年4月4日   | Melody of yu-yu -spring2- | 1. 桜唄 2. 鐘の鳴る頃に                                         |
| 6 | 2013年11月13日 | 光のアリア                | 光のアリア～orchestra version～(single edit)                    |
| 7 | 2014年1月29日  | 名もなき花のように        | 名もなき花のように (English Ver.)                               |
| 8 | 2015年2月25日  | 星屑の砂時計              | 1. 星屑の砂時計 2. 星屑の砂時計 (instrumental) （MP3&ハイレゾ） |

### 未収録曲
- 永遠
- 星の流れの中で
- 祝福
- 風のトビラ
- 大空へ
- 冬に咲く花

## タイアップ
| 曲名                | タイアップ |
| Always              | - BS朝日「坂東三津五郎がいく 日本の城ミステリー紀行」エンディングテーマ - NTV『誰だって波瀾爆笑』エンディングテーマ - ザ・ノンフィクション『沖縄・引き裂かれた兄弟』テーマソング |
| 君とずっと…         | - YTV 名探偵コナン「工藤新一への挑戦状」主題歌 - デジタルハリウッド制作課題プロモーションビデオ                                                                                  |
| 春の小川            | NTV「誰だって波瀾爆笑」エンディング |
| 桜唄                | YTV 名探偵コナンスペシャルドラマ「工藤新一～京都新撰組殺人事件～」主題歌 |
| 永遠                | 宮崎本店「清酒 宮の雪」CM（2012年） |
| 星の流れの中で      | テレビ東京「TOKYOマヨカラ」エンディング（2012年） |
| 大空へ              | 宮崎本店「清酒 宮の雪」CM（2013年） |
| 祝福                | テレビ東京「TOKYOマヨカラ」エンディング（2013年） |
| 光のアリア・Requiem | ゴッドイーター2 テーマソング・挿入歌 |
| 名もなき花のように  | 『BUDDHA2 手塚治虫のブッダ -終わりなき旅-』イメージソング |
| 星屑の砂時計        | 『機動戦士ガンダム THE ORIGIN Ⅰ 青い瞳のキャスバル』主題歌 |